# Lübeck-Moisling

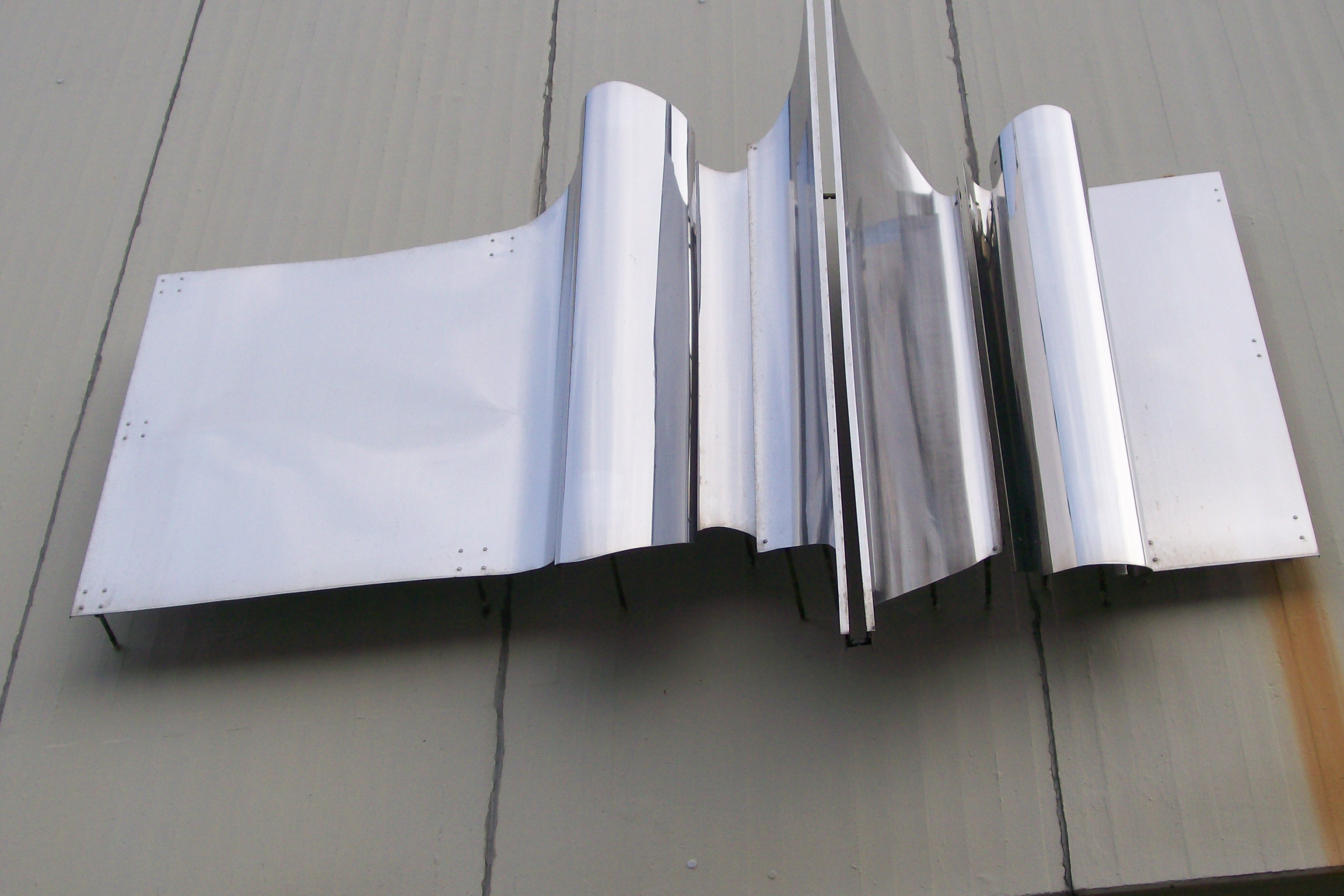
Wandrelief des zweifachen documenta-Teilnehmers Günter Ferdinand Ris am „Haus für alle“

Moisling ist ein Stadtteil der Hansestadt Lübeck. Er umfasst die Stadtbezirke Niendorf/Moorgarten (19), Reecke (20) und Alt-Moisling/Genin (21).
Der Ortsname Moisling geht auf einen Familiennamen zurück. Eine Familie von Moisling (Moycelinghe) besaß ein Gut am Rand der Stadt, das der Lübecker Ratsherr Hermann von Osenbrügge 1376 kaufte.

## Lage und Verkehr
Der Stadtteil Moisling liegt zwischen Trave und dem in diese einmündenden Elbe-Lübeck-Kanal im Südwesten der Stadt und grenzt an die Kreise Herzogtum Lauenburg und Stormarn. Er liegt an der Bahnstrecke Lübeck–Hamburg, der Haltepunkt Lübeck-Moisling wurde am 22. Dezember 2023 eröffnet. Moisling wird von der A 20 durchschnitten. Ein Tunnel, in dem die A 20 unter der Niendorfer Straße bzw. Niendorfer Hauptstraße durchgeführt wird, bildet die Grenze zwischen den Stadtbezirken Moisling und Niendorf. Der Stadtteil selbst hat keine direkte Autobahnanbindung. Die Autobahnzufahrt Lübeck-Moisling zur A 1 befindet sich im Stadtteil Lübeck-Buntekuh.
Der Stadtbezirk Alt-Moisling/Genin weist eine große Zahl von Wohnblöcken auf. Sehr dominant sind darunter die sechs Türme (The Six-Pack) der Wohnhochhäuser im Südosten. Zum Stadtbezirk gehört auch das Naherholungsgebiet Moislinger Aue. Im Bezirk leben etwa 9.300 der insgesamt etwa 10.900 Einwohner des Stadtteils. Hier liegt auch ein Freibad und an der Niendorfer Straße der Jüdische Friedhof. Das dem Stadtteil den Namen gebende Gut Moisling wurde 1970 abgerissen. An seiner Stelle steht heute an einer stark befahrenen Einmündung das Haus für alle mit der Bezeichnung Moislinger Mitte. Deren Wandplastik schuf Günter Ferdinand Ris, nachdem er bereits an der documenta II, der documenta III und der Biennale di Venezia teilgenommen hatte, 1970 als Kunst am Bau. Das Kunstwerk aus Edelstahl wurde von der Possehl-Stiftung finanziert. Auf der anderen Seite des Kanals, ehemals der Stecknitz, liegt das ehemalige Dorf Genin mit der Dorfkirche St. Georg.
An den Stadtbezirk Alt-Moisling/Genin grenzt im Südwesten der Stadtbezirk Niendorf und Moorgarten an, der flächenmäßig größer ist, aber nur etwa 1.400 Einwohner hat. In diesem fast noch dörflich geprägten Bezirk dominieren Einfamilienhäuser, die überwiegend entlang der Niendorfer Hauptstraße und weniger Parallelstraßen erbaut wurden. An der Niendorfer Hauptstraße liegt auch das Herrenhaus Niendorf (Schloss Weißenrode). In Moorgarten war früher der Standort der berittenen Polizei in Lübeck.
Der Stadtbezirk Reecke ist ein kleines Dorf im Nordwesten des Stadtteils mit etwa 130 Einwohnern.
Die Brandenmühle liegt südlich der A 20 an der Gemarkungsgrenze zu Oberbüssau.

## Geschichte
Dorf und Gut Moisling wurden zusammen mit Niendorf und Reecke erstmals 1265 als Eigentum von Conrad und Friedrich von Moislingen erwähnt. Seit 1372 gehörte es verschiedenen Lübeckern, darunter dem Bürgermeister Hieronymus Lüneburg  und der Lübecker Patrizierfamilie Höveln. Da es sich im Herzogtum Holstein befand, war die Hoheit über das Gebiet mehrmals Grund zur Auseinandersetzung. Gotthard von Höveln, seit 1646 Besitzer des Guts, beförderte diesen, indem er direkt vor den Toren Lübeck Handwerker ansiedelte, die den Ämtern der Stadt Konkurrenz machten. 1667 trat er im Streit um die Lübecker Verfassungsreform (Kassarezess) aus dem Rat aus und stellte Moisling unter dänischen Schutz. Erst 1802 erwarb Lübeck Moisling, Niendorf und Reecke zurück.

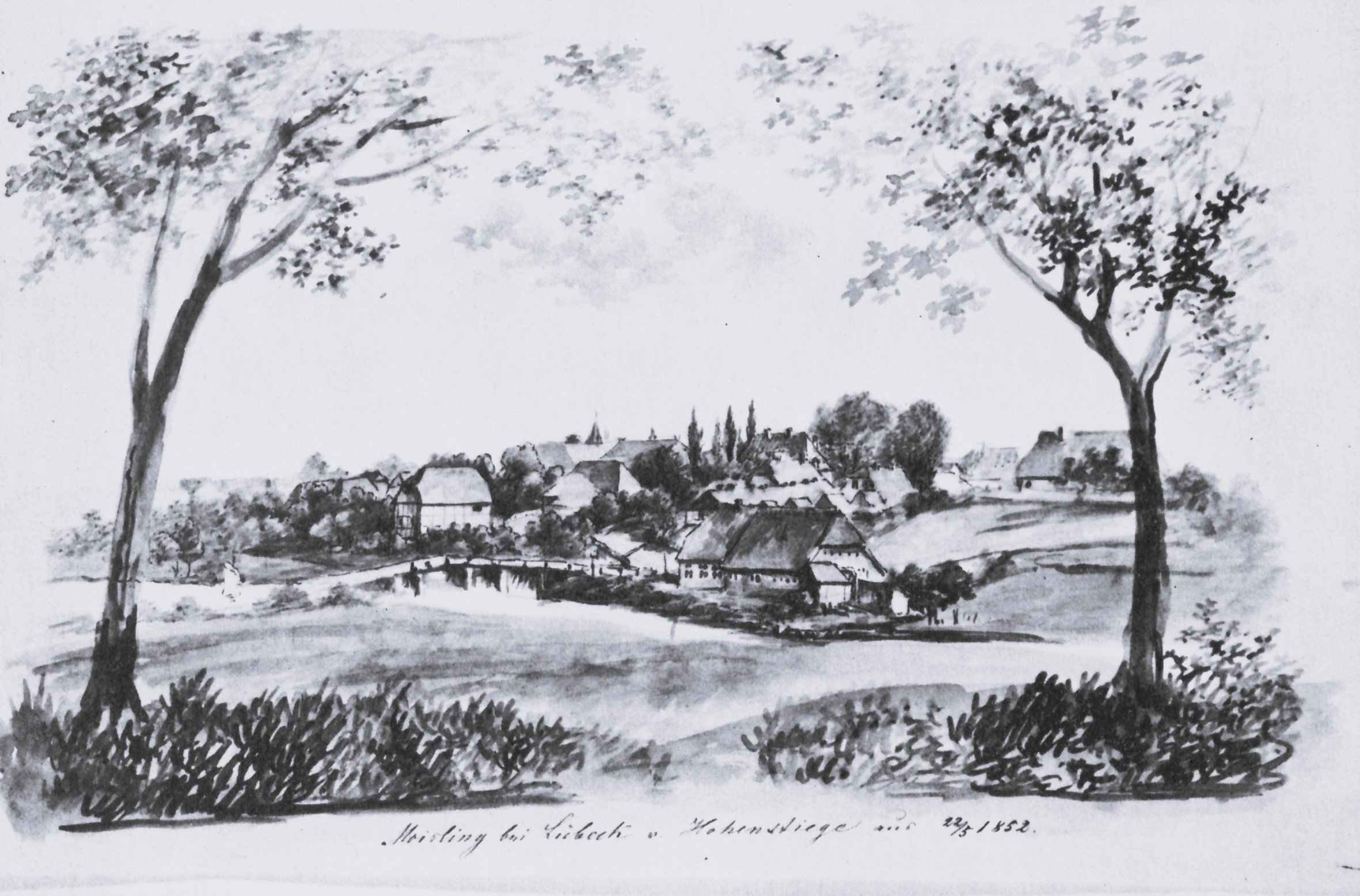
Moisling im Jahre 1850

Zu den von Gotthard von Höveln in Moisling Angesiedelten gehörten 1656 die ersten Juden. Sie waren nach dem Chmelnyzkyj-Aufstand aus Polen geflüchtet und bekamen in Lübeck kein Aufenthaltsrecht. 1720 verlieh die Gutsherrin Margaretha von Wedderkop der Gemeinde feste jüdische Gerechtigkeiten. Damit bekam die jüdische Gemeinde erstmals größere Selbständigkeit in Bereichen der Zeremonial- als auch Zivilgerichtsbarkeit. Hier befand sich seit 1727 die erste Synagoge auf dem heutigen Gebiet der Stadt Lübeck. Der Jüdische Friedhof in Moisling, auf dem u. a. auch Angehörige der Lübecker Rabbinerfamilie Carlebach begraben sind, besteht bis heute. Nachdem die Jüdische Gemeinde in Lübeck durch den Holocaust vernichtet worden war, wurde der umfriedete Friedhof nicht benutzt, bis die Lübecker Jüdische Gemeinde seit den 1990er Jahren durch Zuwanderung wuchs und am Rande der alten Grabflächen neue Gräber angelegt wurden. Auf dem „Moislinger Friedhof“ erinnern eine Gedenktafel und Grabsteine an 38 unbekannte Juden, die im Zusammenhang mit der Bombardierung der Cap Arcona starben.

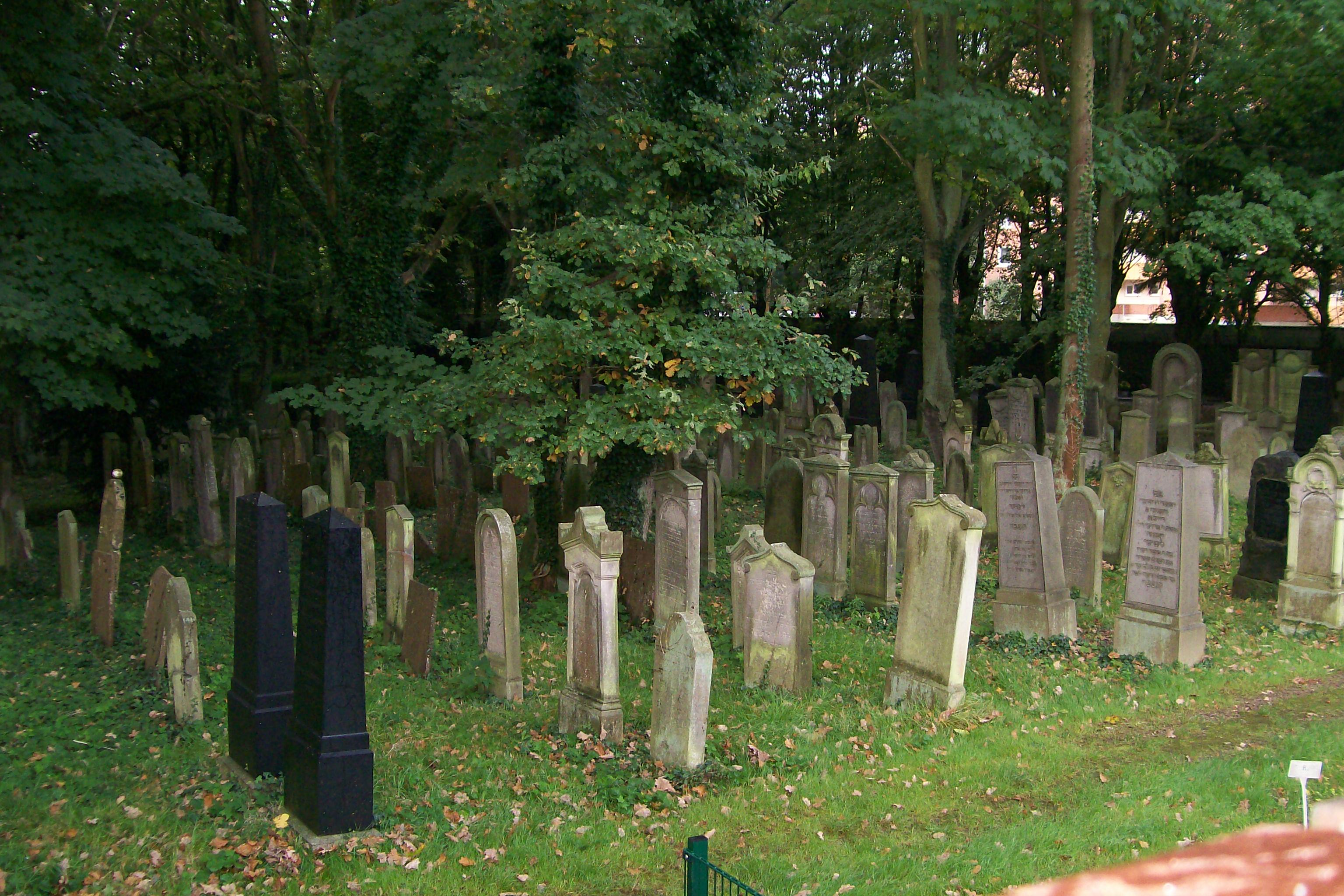
Alte Gräber des Jüdischen Friedhofs
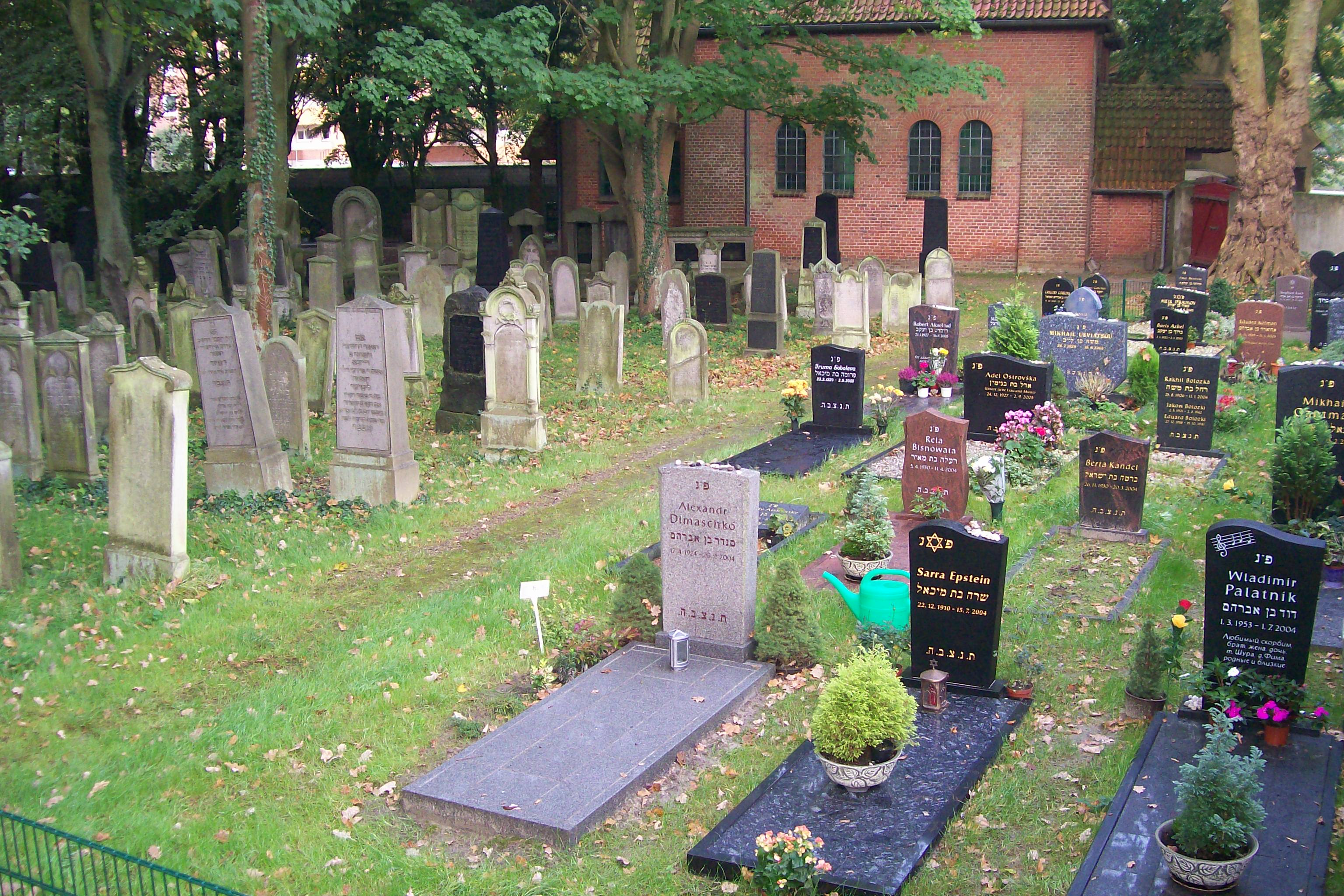
Neue Grabflächen auf dem Jüdischen Friedhof

## Schulen
Schülerzahlen aus dem Schuljahr 2017/2018
- Grundschulen
  - Mühlenweg-Schule, Moislinger Mühlenweg, 188 Schüler in 9 Klassen
  - Grundschule-Lübeck-Niendorf, Niendorfer Hauptstraße, 46 Schüler in 2 Klassen
- Grund- und Gemeinschaftsschulen
  - Heinrich Mann Grund- und Gemeinschaftsschule, Brüder-Grimm-Ring, 500 Schüler in 27 Klassen
- Förderzentren
  - Astrid-Lindgren-Schule – größtes Förderzentrum in Schleswig-Holstein mit den sonderpädagogischen Förderschwerpunkten Lernen, Sprache und emotionale und soziale Entwicklung, Brüder-Grimm-Ring 6–8 (1985 als Strakerjahn-Schule in St. Lorenz gegründet), 49 Schüler in 5 Klassen, 599 insgesamt Betreute
- Ehemalige Schulen
  - Schule Moisling, Grundschule mit auslaufender Hauptschule, August-Bebel-Straße, (Schließung 2010)

## Kirche
- evangelisch-lutherisch
  - Wichernkirche (1966), Andersenring
- römisch-katholisch
  - St. Franziskus-Kirche, Kiwittredder

## Kulturdenkmale
- Liste der Kulturdenkmale in Lübeck-Moisling